# Jeff Hall

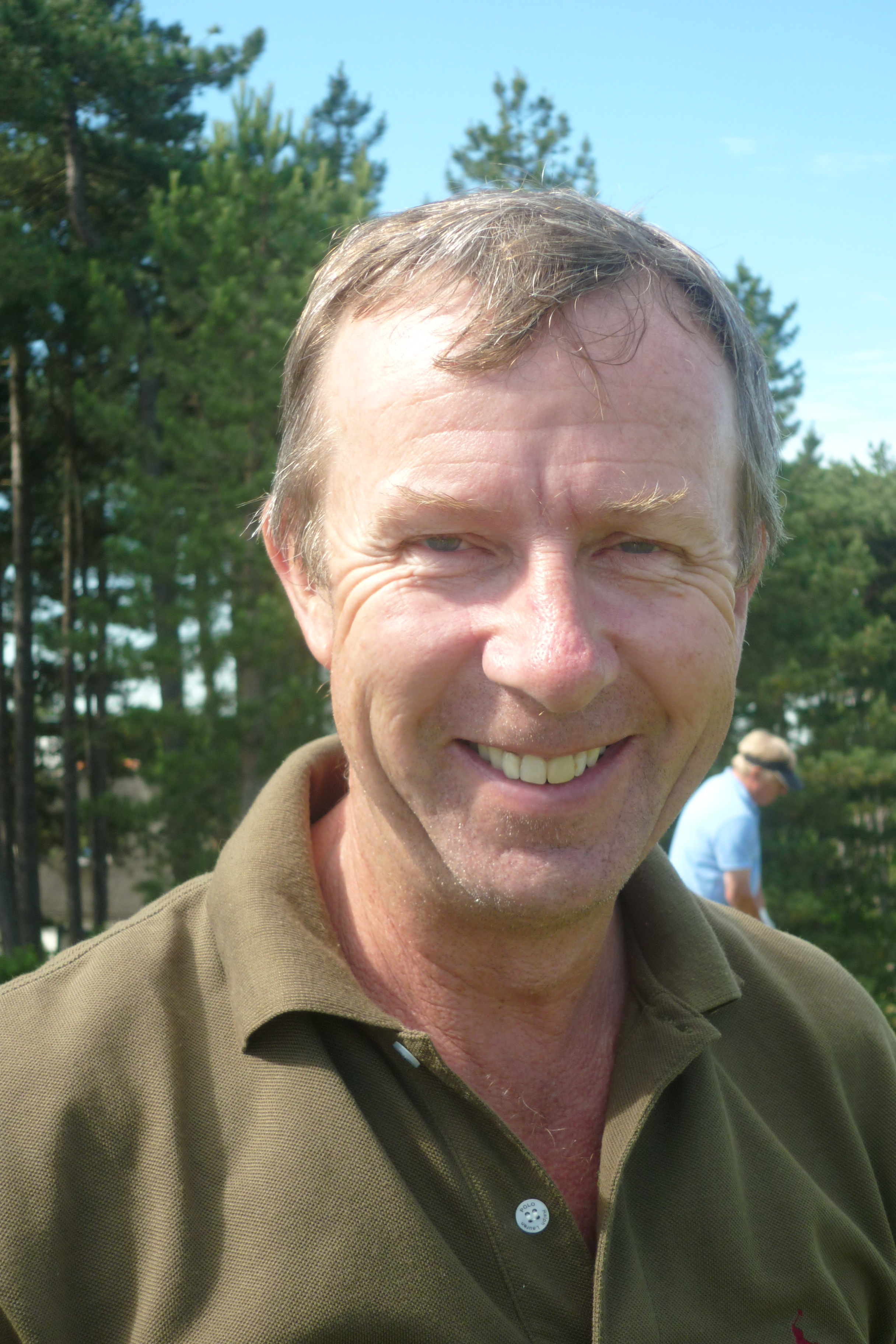
Van Lanschot Senior Open (2010)

Jeff Hall (Bristol, 5 juli 1957) is een professioneel golfer uit Engeland.
Hall werd in 1976 professional en speelde tot 1986 op de Europese PGA Tour. Daarna moest hij zich regelmatig opnieuw voor de Tour kwalificeren. Zijn eerste overwinning was het Jersey Open in 1983. Bij zijn derde poging haalde Hall in 2008 via de Tourschool zijn spelerskaart voor de Europese Senior Tour.

## Gewonnen
- 1983: Jersey Open
- 1992: Olivier Barras Memorial